# Región de Päijänne Tavastia
Llamada en sueco Päijänne-Tavastland, y en finés Päijät-Häme, es una región que se encuentra en Finlandia Meridional, al sur del lago Päijänne. Comparte fronteras con las regiones de Uusimaa, Tavastia Propia, Pirkanmaa, Finlandia Central, Kymenlaakso.

## Municipios
La región se compone de 11 municipios:
Subregión de Lahti:
- Asikkala
- Hartola
- Heinola
- Hollola
- Hämeenkoski
- Iitti
- Kärkölä
- Lahti
- Nastola
- Orimattila
- Padasjoki
- Sysmä